# Wola Studzieńska-Kolonia
Wola Studzieńska-Kolonia (prononciation : [ˈvɔla stuˈd͡ʑeɲska kɔˈlɔɲa]) est un village polonais de la gmina de Batorz dans le powiat de Janów Lubelski de la voïvodie de Lublin dans l'est de la Pologne.
Le village comptait approximativement une population de 213 habitants en 2007.

## Histoire
De 1975 à 1998, le village est attaché administrativement à la voïvodie de Tarnobrzeg.

Depuis 1999, il fait partie de la voïvodie de Lublin.